# Foza
Foza (cimbri Vüsche) és un municipi italià, dins de la província de Vicenza. Fou un dels municipis de la Federació de les Set Comunes, on hi vivien membres de la minoria alemanya dels cimbris, tot i que ja no parlen la seva llengua. L'any 2007 tenia 731 habitants. Limita amb els municipis d'Asiago, Enego, Gallio i Valstagna.

## Administració
| Període | Identitat            | Partit        |
| ------- | -------------------- | ------------- |
| 2008-   | Giovanni Alessio Oro | Llista cívica |